# カール・デッカー
カール・デッカー（ドイツ語: Karl Decker、1897年11月30日 - 1945年4月21日）は、ドイツの軍人。最終階級は装甲兵大将。第二次世界大戦における戦功により柏葉・剣付騎士鉄十字章を受章している。

## 経歴
1897年11月30日、プロイセン王国・ポンメルン地域のボルンティンに将校の息子として生まれる。第一次世界大戦勃発直後の1914年8月3日にドイツ帝国陸軍へ入隊し、東プロイセンで初の戦場を経験した。デッカーは敵前で示した勇敢さを評価されて士官候補生となり、同時に二級鉄十字章1914年章を受章した。1915年に少尉へ昇進し、その後一級鉄十字章1914年章も受章している。同年、彼はポーランド、ロシア、クールラント（現在のラトビア）で戦闘に加わり、1916年には機関銃部隊の小隊指揮官（ツークフューラー）を務めた。1917年春から西部戦線に移動した彼は、翌年リスの戦いに参戦した。その際、彼は大隊副官に就いている。なお、この戦闘で彼の師団は大規模な死傷者を出した。1918年中、彼はダルゴウ＝デーベリッツの歩兵学校で武器の指導員を務めた。
ドイツ帝国が崩壊すると、デッカーは1920年にヴァイマル共和国軍へ入隊し、第29「イェーガー」予備役連隊、第5「イェーガー」連隊、第6騎兵連隊などに所属した。この間彼は中尉、次いで騎兵大尉へ昇進している。少佐へ昇進すると、ホルスト・ニーマックとともに第5騎兵連隊の参謀となった。その後すぐにミュールハウゼンの第38装甲分遣隊へ割り当てられた。後に彼は分遣隊の司令官となる。
この部隊は第2装甲師団麾下となり、ポーランド侵攻ではデッカーの指揮の下クラクフやヤブウォンカ峠での戦闘に赴いている。フランスの戦いでは、彼は第2装甲師団・第3装甲連隊の大隊で指揮を執り、マースやスダン、サン＝カンタン、アブヴィルなどで戦った。
バルカン戦線 (第二次世界大戦)が始まると、デッカーの部隊はユーゴスラビアやギリシャ北部で展開しアテネを占領、コリントス運河を渡河した。バルバロッサ作戦発動前に彼は第3装甲連隊司令官に就任。さらに1942年春には第9軍参謀となった。1943年4月に第5装甲師団の司令官を拝命。1944年5月4日、柏葉付騎士鉄十字章を受章し、同時に中将へ昇進した。
デッカーは第3装甲軍の第39装甲軍団司令官となり、1945年1月1日に装甲兵大将へ昇進した。彼の部隊は西部戦線に再配備された後、ユルツェンやアルザスでアメリカ軍と戦火を交えた。4月21日にルール・ポケットでドイツ軍が敗北すると、彼は自決した。

## 叙勲
- 鉄十字章
  - 二級鉄十字章1914年章（1915年6月22日）[3]
  - 一級鉄十字章1914年章（1916年11月1日）[3]
- ハンザ十字章（英語版）
  - ハンザ十字章ハンブルク（1917年12月20日）[3]
- 国防軍勤続章
  - 二等国防軍勤続章（1936年10月2日）[3]
  - 一等国防軍勤続章（1939年8月3日）[3]
- 鉄十字章略章
  - 二級鉄十字章略章（1939年9月27日）[3]
  - 一級鉄十字章略章（1939年11月20日）[3]
- 戦傷章
  - 戦傷章黒章（1940年6月26日）[3]
- 1941年/1942年東部戦線冬季戦記章（1942年7月15日）[3]
- 戦車突撃章
  - 戦車突撃章銅章（1943年11月2日）[3]
- ドイツ十字章
  - ドイツ十字章金章（1942年8月1日、第3装甲連隊の大佐として）[4]
- 騎士鉄十字章
  - 騎士鉄十字章（1941年6月13日、第3装甲連隊第1大隊司令官の中佐として）[5]
  - 柏葉付騎士鉄十字章（1944年5月4日、第5装甲師団司令官の少将として）[5]
  - 柏葉・剣付騎士鉄十字章（1945年4月26日、第39装甲軍団最高司令官の装甲兵大将として、追贈）[注釈 1]